# Pont de la Morinière
Pour les articles homonymes, voir Morinière.
Le pont de la Morinière est un pont situé sur la Sèvre Nantaise entre Nantes (quartier Nantes Sud) et Rezé, en France. Il relie la Levée de Sèvre, à Nantes, à la rue de la Paix, à Rezé.
Au Moyen Âge, il existe déjà un ouvrage avec un tablier en bois à cet endroit. Durant la Révolution, il est doté d'un pont-levis par les républicains afin de se prémunir d'une attaque des Vendéens. En 1883, suite à mauvais entretien, un nouveau pont comportant des piliers en pierre taillée maçonnés sur lesquels reposent trois tabliers métalliques en construit. En 1970, un affaissement de terrain déforme le tablier et nécessite la fermeture du pont durant 17 mois. L'ouvrage actuel est construit en 1980 avec des poutrelles de 28 mètres.